# Raul Lelo Portela
Raul Lelo Portela (Portela, Santa Marta de Penaguião, Vila Real, 1888 — 1972) foi um advogado e político português, Ministro da Justiça do XXXI Governo Republicano, chefiado por António Granjo. O seu mandato foi terminado abruptamente com o golpe de 19 de outubro de 1921, também conhecida por Noite Sangrenta, tendo ficado no cargo apenas 50 dias.

## Biografia
Raul Lelo Portela nasceu na aldeia da Portela, freguesia de Fontes, em 1888. Filho do Dr. António José Portela e de Olinda Lelo Portela, era irmão mais velho de Alberto Lelo Portela, piloto aviador português, e também ele político. Republicano evolucionista, liberal, nacionalista e também maçon desde 1909, foi membro do partido Republicano Nacionalista, de 1923 a 1925 e membro  da União Liberal Republicana em 1926.
No dia 10 de julho de 1921, realizaram-se as eleições legislativas (I República - Congresso da República) tendo sido eleitos os 163 deputados da Câmara dos Deputados, em círculos com listas plurinominais, e 74 senadores do Senado. Raul Lelo Portela foi eleito deputado pelo Círculo Eleitoral 5 de Vila Real.
Dedicou-se ao comércio com as colónias.
Morreu em 1972.